# Бутиды

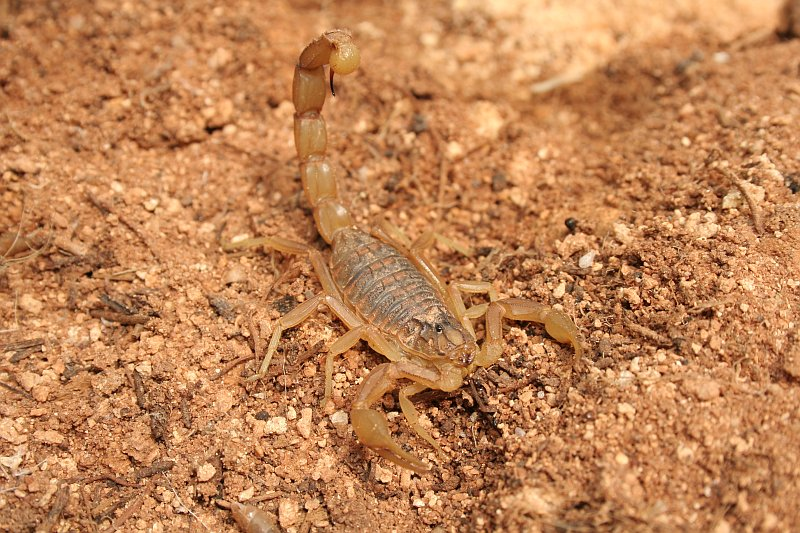
Buthus occitanus

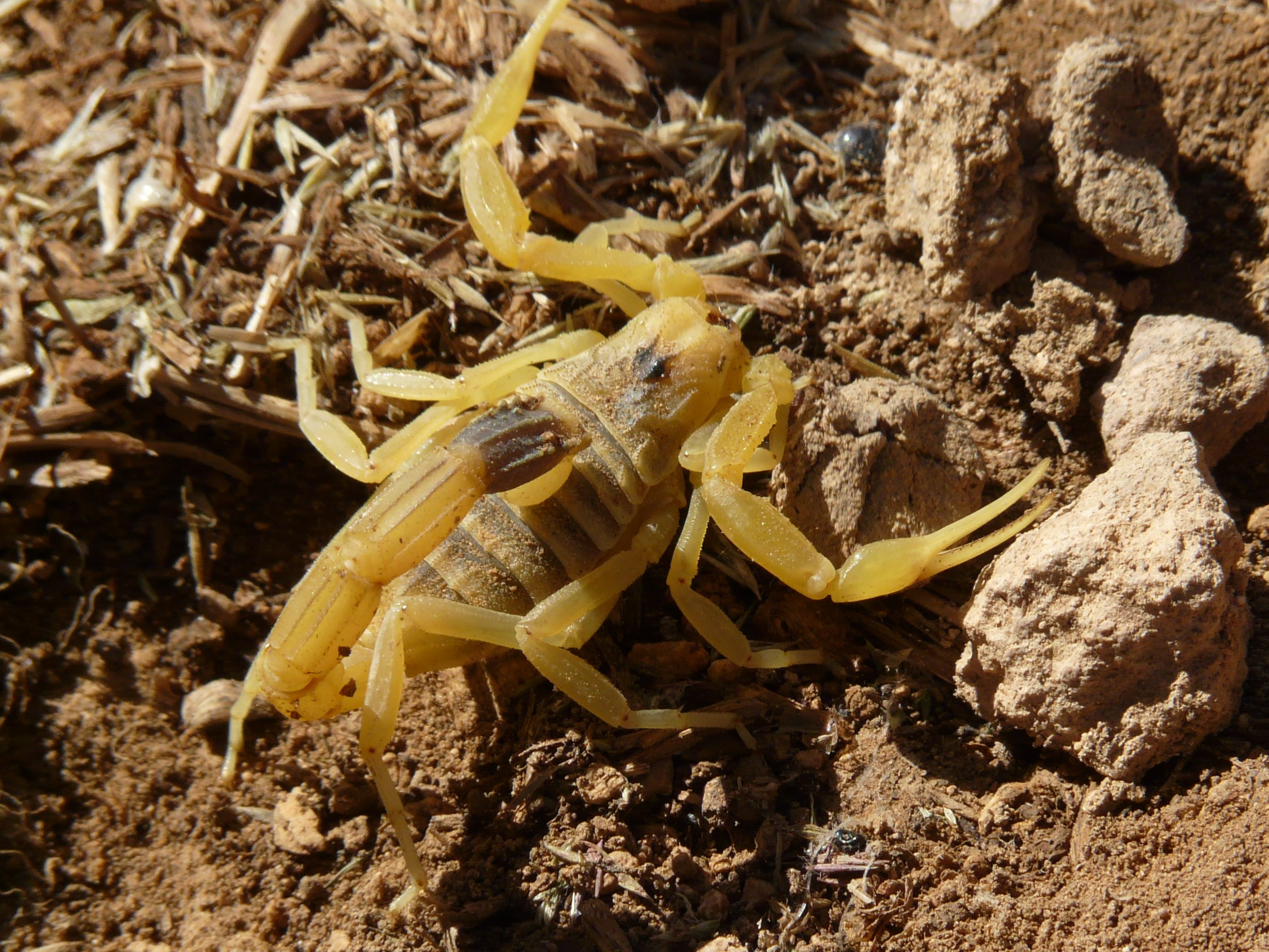
Leiurus quinquestriatus

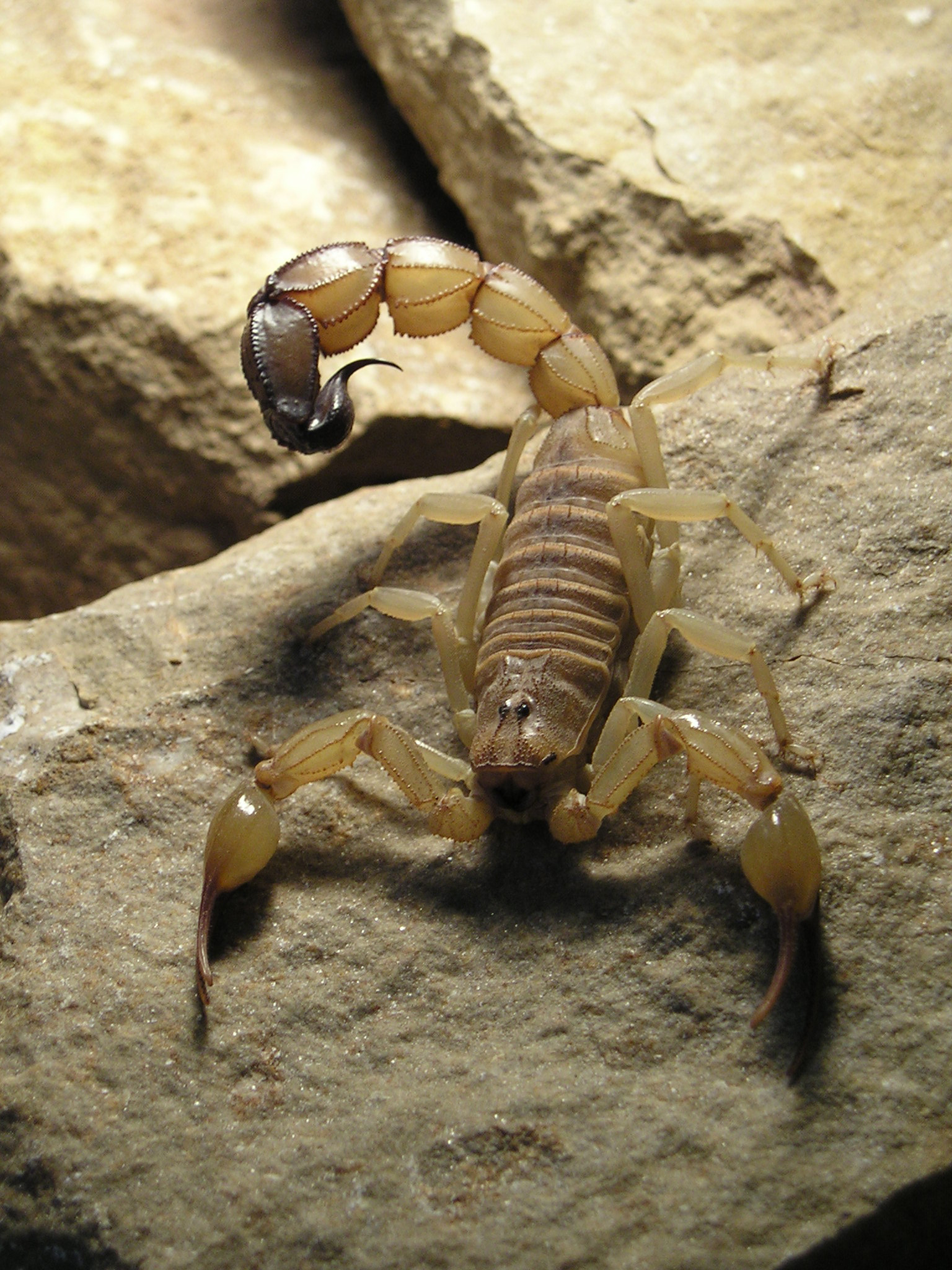
Androctonus australis

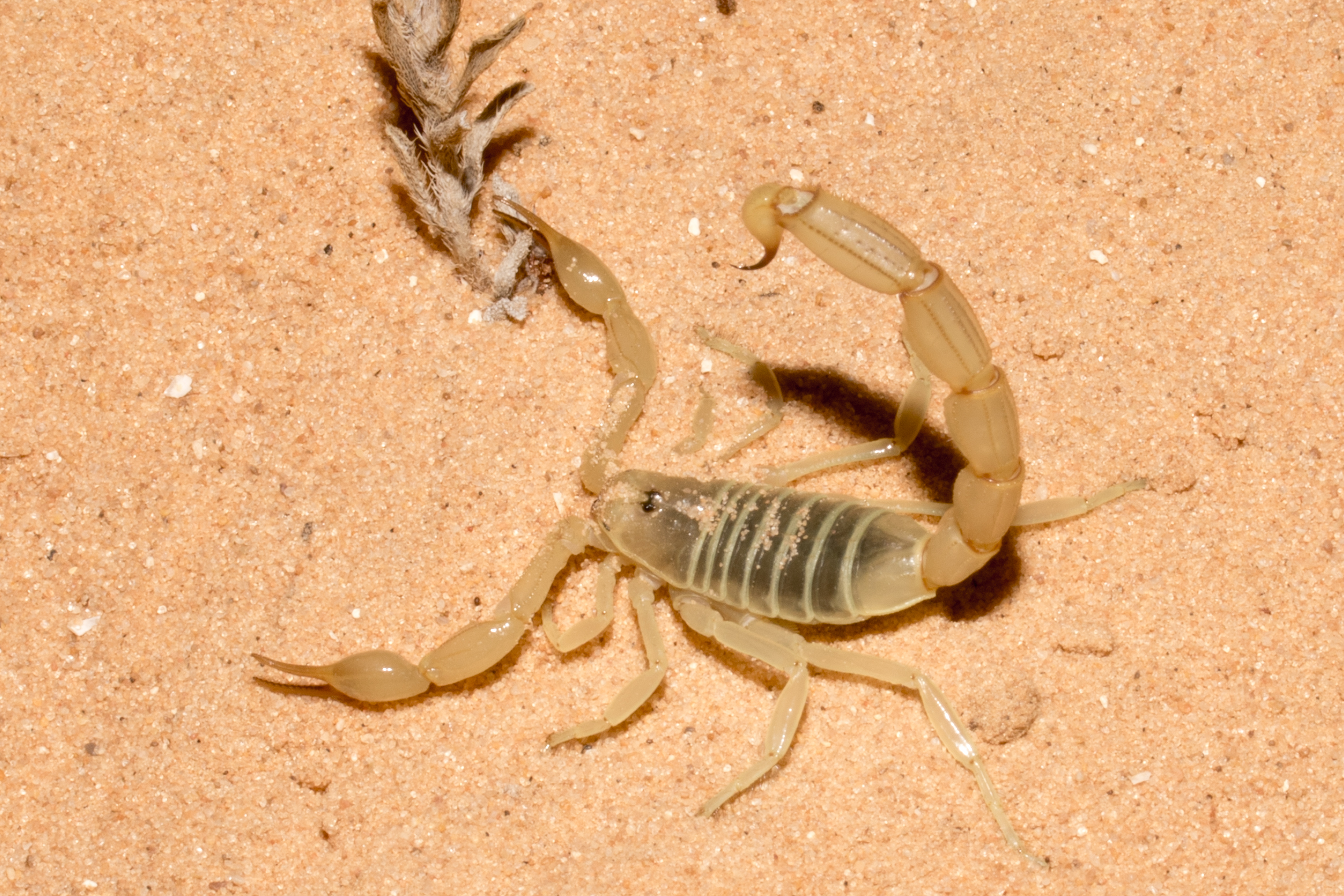
Androctonus amoreuxi

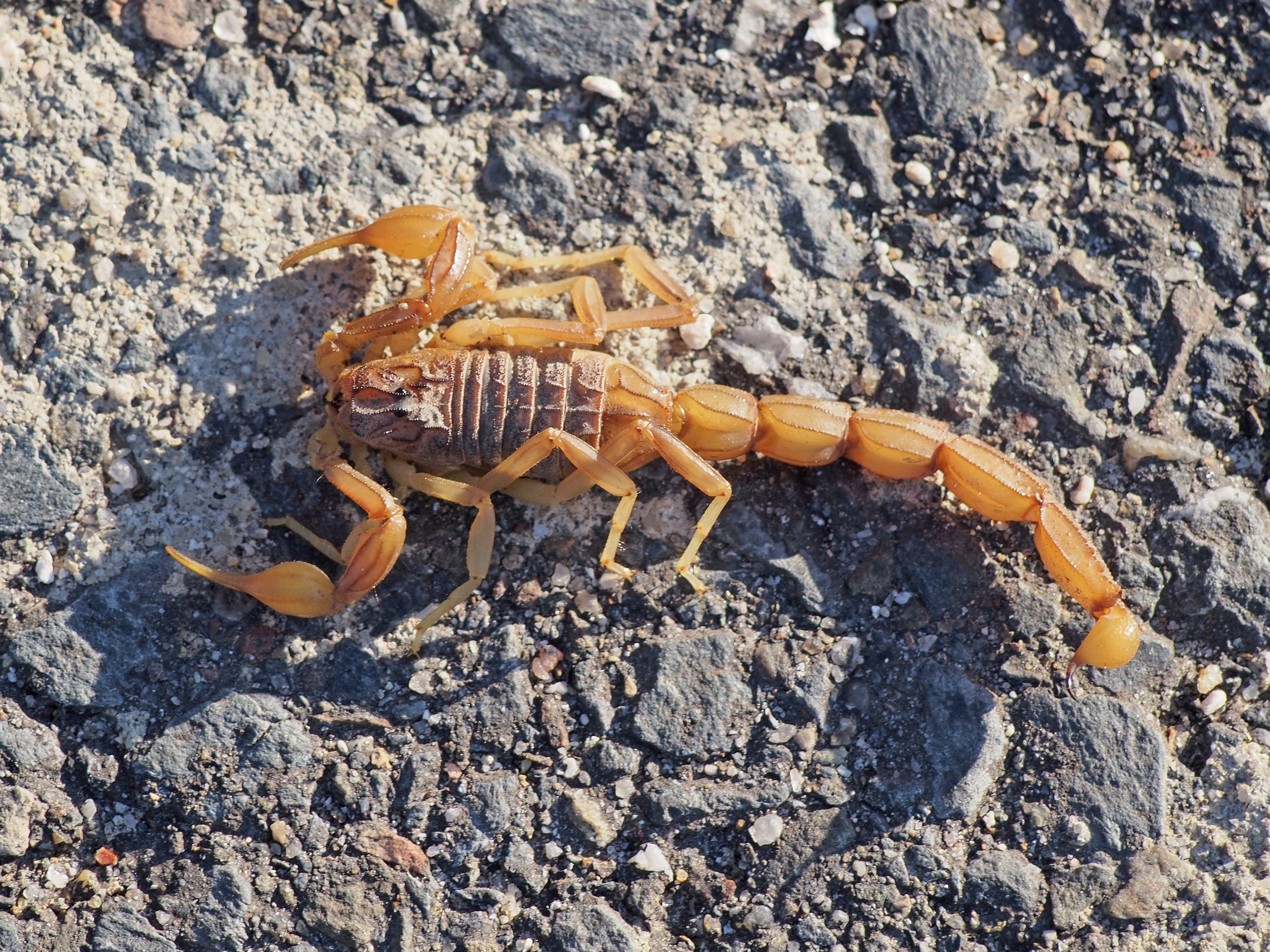
Buthus ibericus

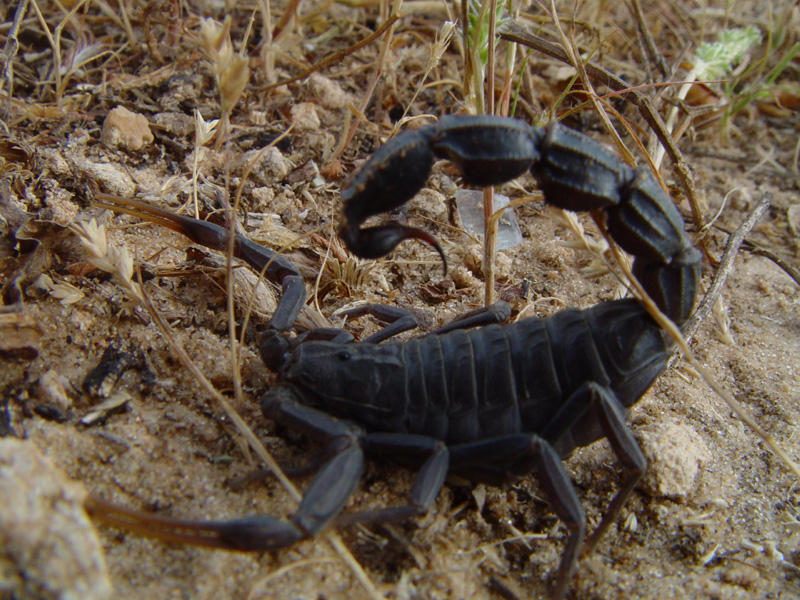
Androctonus bicolor

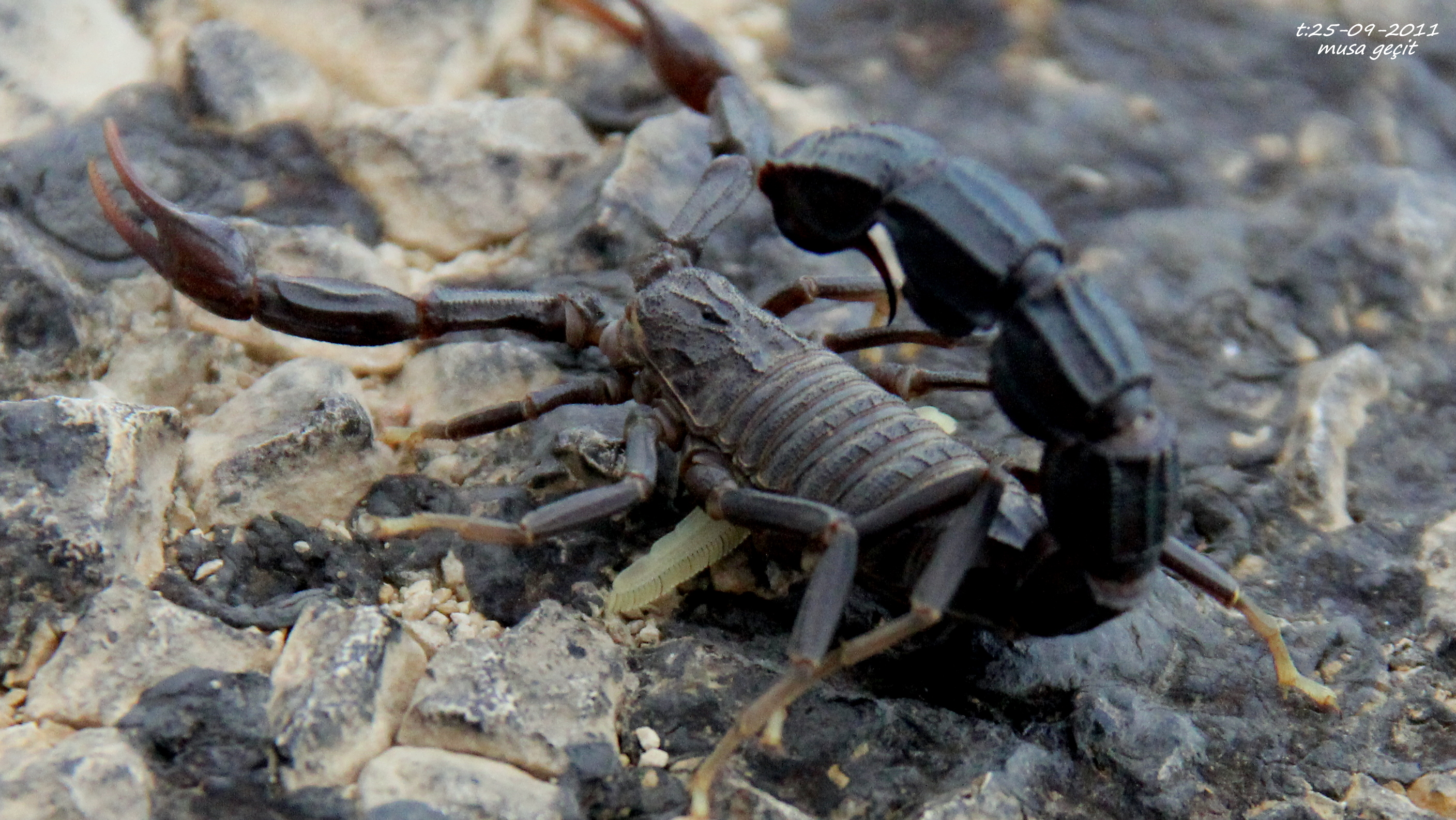
Androctonus crssicauda

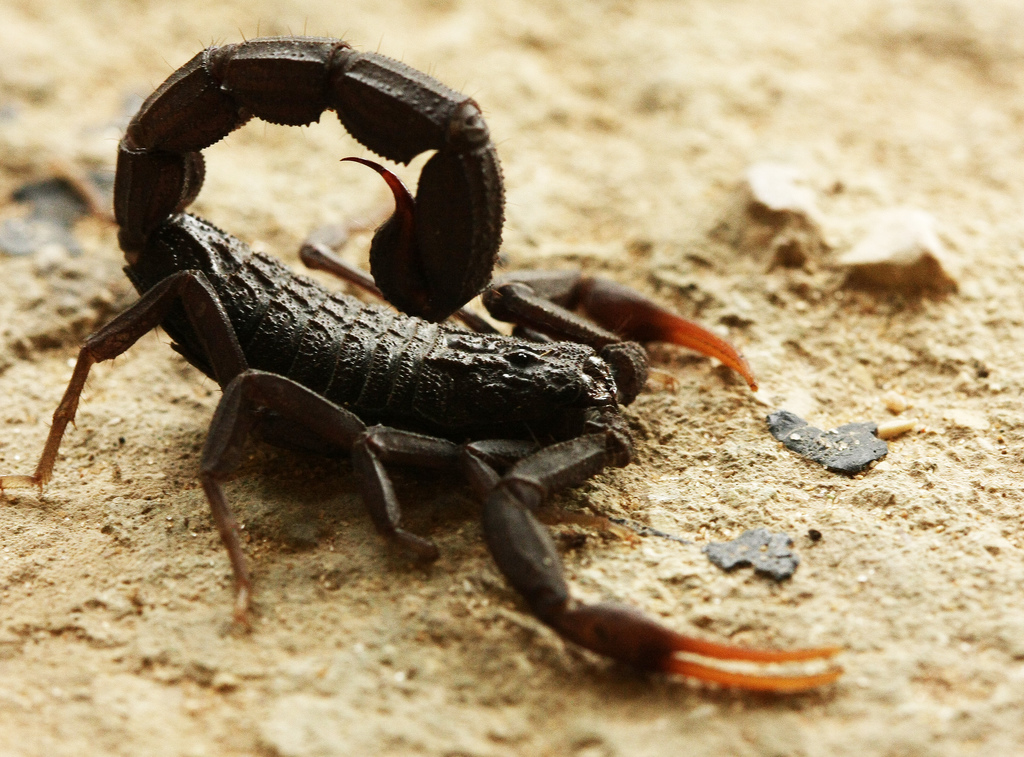
Hottentotta judaicus

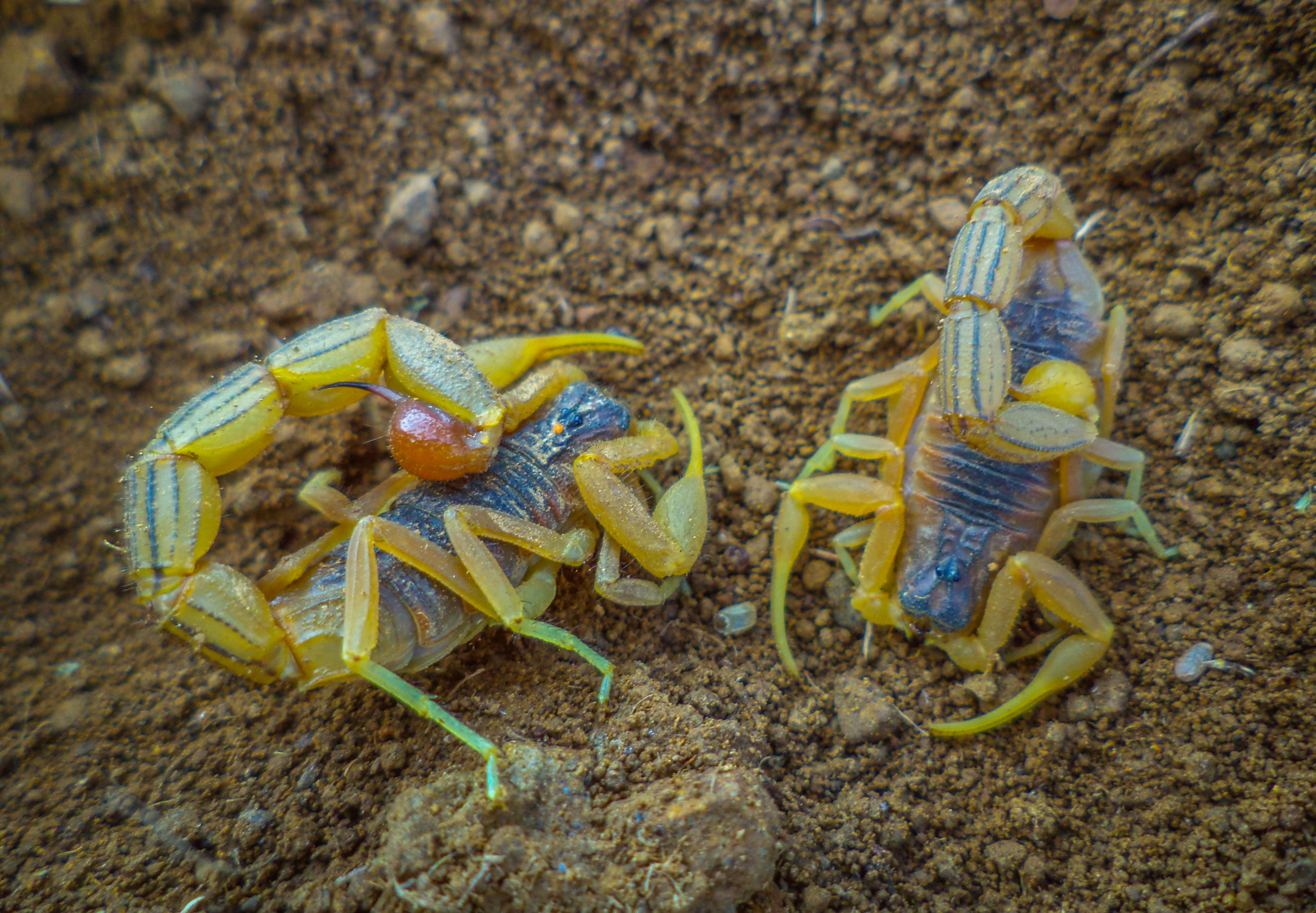
Hottentotta tamulus

Бутиды (лат. Buthidae) — крупнейшее семейство скорпионов из надсемейства Buthoidea. Более 1100 видов.

## Описание
Размеры от мелких до крупных. Размер тела видов из родов Microtityus и Microbuthus как правило не более 2 см. Крупнейшие представители семейства принадлежат к родам Androctonus, Leiurus, Apistobuthus и Centruroides и могут достигать 12 см.
Окрашены виды семейства большей частью в светлые — жёлтые тона, но встречается и тёмная, даже чёрная окраска. Ряд видов окрашены контрастно: например, основная окраска тела может быть тёмной, а конечности светлыми. Карапакс как правило треугольный, на котором расположено от двух до пяти пар глаз. Для всех представителей семейства характерны узкие, пинцетообразные клешни педипальп и толстые, массивные метасомы, нередко богато скульптурированные.

## Распространение
Распространены на всех материках, кроме Антарктиды. 
Большая часть видов семейства встречается в областях с аридным и субаридным климатом, населяя пустыни, полупустыни, саванны, засушливые плато и опустыненные степи. Часть видов происходит из влажных тропических лесов. Являются характерным элементом фауны области Древнего Средиземья. На территории бывшего СССР встречаются в аридных областях Средней Азии, Закавказья, Кавказа и юга европейской части России (Астраханская, Волгоградская и Оренбургская области).
В ископаемом состоянии известны из балтийского янтаря.

## Токсичность
Некоторые виды этого семейства обладают достаточно сильным ядом, который может быть опасен и для человека (включая 20 видов, способных привести к летальному исходу). Среди них представители родов Androctonus, Centruroides, Hottentotta, Leiurus, Parabuthus и Tityus. 
Сами по себе скорпионы не агрессивны, при опасности стремятся скрыться в укрытия или просто в тень. Ужаления случаются при непосредственном контакте с животным, например, если скорпиона придавить, наступить на него или при попытке взять его в руки. Во время укола скорпионы не всегда вводят яд, получается так называемый «сухой укол»; если же яд вводится, то, количество его как правило минимально и зачастую, последствия такого укола переносится без тяжелых последствий.

## Систематика
4 подсемейства. Включает 89 родов и более 1100 видов (200 из рода Tityus, 70 — Centruroides, более 60 — Ananteris).
- Aegaeobuthus Kovarik, 2019
- Afroisometrus Kovarik, 1997
- Afrolychas Kovarik, 2019
- Akentrobuthus Lamoral, 1976
- Alayotityus Armas, 1973
- Ananteris Thorell, 1891
- Ananteroides Borelli, 1911
- Androctonus Ehrenberg, 1828
- Anomalobuthus Kraepelin, 1900
  - Anomalobuthus rickmersi
- Apistobuthus Finnegan, 1932
- Australobuthus Locket, 1990
- Babycurus Karsch, 1886
- Baloorthochirus Kovarik, 1996
- Barbaracurus Kovarik, Lowe & Stahlavsky, 2018
- Birulatus Vachon, 1974
- Buthacus Birula, 1908
- Butheoloides Hirst, 1925
- Butheolus Simon, 1882
- Buthiscus Birula, 1905
- Buthoscorpio Werner, 1936
- Buthus Leach, 1815
- Centruroides Marx, 1890
- Charmus Karsch, 1879
- Chaneke Francke, Teruel & Santibanez-Lopez, 2014
- Cicileiurus Teruel, 2007
- Cicileus Vachon, 1948
- Compsobuthus Vachon, 1949
- Congobuthus Lourenço, 1999
- Darchenia Vachon, 1977
- Egyptobuthus Lourenço, 1999
- Femtobuthus Lowe, 2010
- Fetilinia Lowe & Kovarik, 2021
- Gint Kovarik, Lowe, Pliskova & Stahlavsky, 2013
- Grosphus Simon, 1880
- Hemibuthus Pocock, 1900
- Hemilychas Hirst, 1911
- Heteroctenus Pocock, 1893
- Himalayotityobuthus Lourenço, 1997
- Hottentotta Birula, 1908
- Iranobuthus Kovarik, 1997
- Ischnotelson Esposito, Yamaguti, Souza, Pinto da Rocha & Prendini, 2017
- Isometroides Keyserling, 1885
- Isometrus Ehrenberg, 1828
- Jaguajir Esposito, Yamaguti, Souza, Pinto da Rocha & Prendini, 2017
- Janalychas Kovarik, 2019
- Karasbergia Hewitt, 1913
- Kraepelinia Vachon, 1974
- Lanzatus Kovarik, 2001
- Leiurus Ehrenberg, 1828
- Liobuthus Birula, 1898
- Lissothus Vachon, 1948
- Lychas C.L. Koch, 1845
- Lychasioides Vachon, 1974
- Mauritanobuthus Qi & Lourenço, 2007
- Mesobuthus Vachon, 1950
- Mesotityus Gonzalez-Sponga, 1981
- Microananteris Lourenço, 2003
- Microbuthus Kraepelin, 1898
- Microtityus Kjellesvig-Waering, 1966
- Neobuthus Hirst, 1911
- Neogrosphus Lourenço, 1995
- Odontobuthus Vachon, 1950
- Odonturus Karsch, 1879
- Olivierus Farzanpay, 1987
- Orthochirus Karsch, 1891
- Pantobuthus Lourenço & Duhem, 2009
- Parabuthus Pocock, 1890
- Pectinibuthus Fet in Orlov & Vasilyev, 1984
- Physoctonus Mello-Leitao, 1934
- Picobuthus Lowe, 2010
- Plesiobuthus Pocock, 1900
- Polisius Fet, Capes & Sissom, 2001
- Pseudolissothus Lourenço, 2001
- Pseudolychas Kraepelin, 1911
- Pseudouroplectes Lourenço, 1995
- Razianus Farzanpay, 1987
- Reddyanus Vachon, 1972
- Rhopalurus Thorell, 1876
- Saharobuthus Lourenço & Duhem, 2009
- Sassanidotus Farzanpay, 1987
- Somalibuthus Kovarik, 1998
- Somalicharmus Kovarik, 1998
- Spelaeolychas Kovarik, 2019
- Thaicharmus Kovarik, 1995
- Tityobuthus Pocock, 1893
- Tityopsis Armas, 1974
- Tityus C. L. Koch, 1836
- Troglorhopalurus Lourenço, Baptista & Giupponi, 2004
- Troglotityobuthus Lourenço, 2000
- Trypanothacus Lowe, Kovarik, Stockmann & Stahlavsky, 2019
- Uroplectes Peters, 1861
- Vachoniolus Levy, Amitai & Shulov, 1973
- Vachonus Tikader & Bastawade, 1983
- Xenobuthus Lowe, 2018
- Zabius Thorell, 1893